# Lijst van nummer 1-hits in Duitsland in 1999
Deze hits stonden in 1999 op nummer 1 in de Musikmarkt Top 100, de bekendste hitlijst in Duitsland.
| Datum        | Artiest         | Titel                             |
| ------------ | --------------- | --------------------------------- |
| 1 januari    | Loona           | Hijo de la luna                   |
| 8 januari    | Loona           | Hijo de la luna                   |
| 15 januari   | Emilia          | Big big world                     |
| 22 januari   | Emilia          | Big big world                     |
| 29 januari   | Emilia          | Big big world                     |
| 5 februari   | Emilia          | Big big world                     |
| 12 februari  | Emilia          | Big big world                     |
| 19 februari  | Emilia          | Big big world                     |
| 26 februari  | Emilia          | Big big world                     |
| 5 maart      | Britney Spears  | ...Baby one more time             |
| 12 maart     | Britney Spears  | ...Baby one more time             |
| 19 maart     | Britney Spears  | ...Baby one more time             |
| 26 maart     | Britney Spears  | ...Baby one more time             |
| 2 april      | Britney Spears  | ...Baby one more time             |
| 9 april      | Britney Spears  | ...Baby one more time             |
| 16 april     | Mr. Oizo        | Flat beat                         |
| 23 april     | Mr. Oizo        | Flat beat                         |
| 30 april     | Mr. Oizo        | Flat beat                         |
| 7 mei        | Mr. Oizo        | Flat beat                         |
| 14 mei       | Backstreet Boys | I want it that way                |
| 21 mei       | Backstreet Boys | I want it that way                |
| 28 mei       | Lou Bega        | Mambo no. 5 (A little bit of...)  |
| 4 juni       | Lou Bega        | Mambo no. 5 (A little bit of...)  |
| 11 juni      | Lou Bega        | Mambo no. 5 (A little bit of...)  |
| 18 juni      | Lou Bega        | Mambo no. 5 (A little bit of...)  |
| 25 juni      | Lou Bega        | Mambo no. 5 (A little bit of...)  |
| 2 juli       | Lou Bega        | Mambo no. 5 (A little bit of...)  |
| 9 juli       | Lou Bega        | Mambo no. 5 (A little bit of...)  |
| 16 juli      | Lou Bega        | Mambo no. 5 (A little bit of...)  |
| 23 juli      | Lou Bega        | Mambo no. 5 (A little bit of...)  |
| 30 juli      | Lou Bega        | Mambo no. 5 (A little bit of...)  |
| 6 augustus   | Lou Bega        | Mambo no. 5 (A little bit of...)  |
| 13 augustus  | Eiffel 65       | Blue (Da ba dee)                  |
| 20 augustus  | Eiffel 65       | Blue (Da ba dee)                  |
| 27 augustus  | Eiffel 65       | Blue (Da ba dee)                  |
| 3 september  | Eiffel 65       | Blue (Da ba dee)                  |
| 10 september | Eiffel 65       | Blue (Da ba dee)                  |
| 17 september | Eiffel 65       | Blue (Da ba dee)                  |
| 24 september | Eiffel 65       | Blue (Da ba dee)                  |
| 1 oktober    | Eiffel 65       | Blue (Da ba dee)                  |
| 8 oktober    | Eiffel 65       | Blue (Da ba dee)                  |
| 15 oktober   | Bloodhound Gang | The bad touch                     |
| 22 oktober   | Oli.P           | So bist du (und wenn du gehst...) |
| 29 oktober   | Oli.P           | So bist du (und wenn du gehst...) |
| 5 november   | Oli.P           | So bist du (und wenn du gehst...) |
| 12 november  | Oli.P           | So bist du (und wenn du gehst...) |
| 19 november  | Oli.P           | So bist du (und wenn du gehst...) |
| 26 november  | Stefan Raab     | Maschen-draht-zaun                |
| 3 december   | Stefan Raab     | Maschen-draht-zaun                |
| 10 december  | Stefan Raab     | Maschen-draht-zaun                |
| 17 december  | Stefan Raab     | Maschen-draht-zaun                |
| 24 december  | Stefan Raab     | Maschen-draht-zaun                |
| 31 december  | Stefan Raab     | Maschen-draht-zaun                |